# Berninamycine
La berninamycine est un composé organique de la classe des thiopeptides (en). Synthétisée par la bactérie Streptomyces bernensis, elle a des propriétés antibiotiques.
L'un de ses dérivés est commercialisé par la société Novartis, notamment pour lutter contre les infections à Clostridioides difficile.